# فرودگاه نیو شهرستان بری
 فرودگاه نیو بری کانتی (به انگلیسی: Newberry County Airport) یک فرودگاه همگانی بهره‌برداری هوایی است که یک باند فرود آسفالت دارد و طول باند آن ۱۲۱۹ متر است. این فرودگاه در شهر نیوبری، کارولینای جنوبی کشور ایالات متحده آمریکا قرار دارد و در ارتفاع ۱۷۴ متری از سطح دریا واقع شده است.